# Natalovití
Natalovití (Natalidae) představují čeleď amerických netopýrů.

## Systematika
Moderní systematika letounů klasifikuje čeleď natalovitých v rámci podřádu netopýrotvaří (Yangochiroptera) a nadčeledi netopýrovci (Vespertilionoidea). Rozeznávány jsou následující tři rody:
- rod Chilonatalus Miller, 1898 – netopýrek
  - druh Chilonatalus micropus (Dobson, 1880) – netopýrek jamajský
  - druh Chilonatalus tumidifrons Miller, 1903
- rod Natalus Gray, 1838 – netopýrek
  - druh Natalus jamaicensis Goodwin, 1959
  - druh Natalus lanatus Tejedor, 2005
  - druh Natalus major Miller, 1902
  - druh Natalus mexicanus Miller, 1902
  - druh Natalus primus Anthony, 1919
  - druh Natalus stramineus Gray, 1838 – netopýrek štíhlý
  - druh Natalus tumidirostris Miller, 1900
- rod Nyctiellus Gervais, 1855 – netopýrek
  - druh Nyctiellus lepidus Gervais, 1837 – netopýrek nálevkovitý

Starší systematika považuje natalovité za monotypickou čeleď, jež zahrnuje pouze rod Natalus.
Doba divergence čeledi byla odhadnuta na asi 52 milionů let, nejstarší kosterní fragment pochází z oligocénu a byl nalezen na Floridě. Pozdější fosilní nálezy zastupuje miocenní rod Primonatalus. Evoluční vztahy vůči ostatním čeledím letounů nebyly zcela jednoznačné. Na základě molekulárně-fylogenetických analýz mohou natalovití představovat bazální linii vůči zbývajícím netopýrovcům. Za bazálního zástupce natalovitých je pak pokládán rod Nyctiellus, zbývající dva rody Natalus a Chilonatalus mohou představovat sesterské taxony. V rámci rodu Natalus představují dva druhy z Velkých Antil samostatnou vývojovou větev, jež je zřejmě sesterská vůči zbývajícím zástupcům rodu Natalus z Malých Antil a americké pevniny.

## Popis

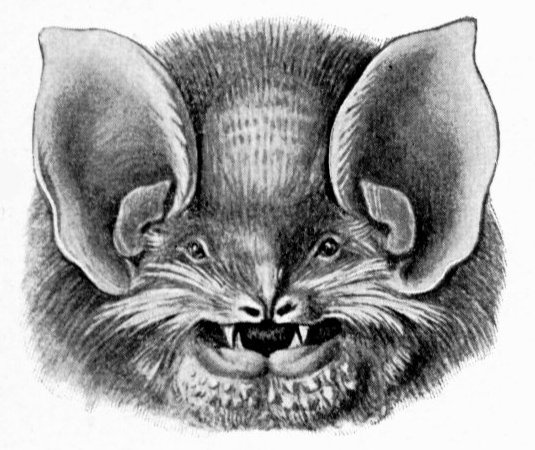
Hlava na kresbě E. Haeckela

Natalovití jsou malí netopýři, jejichž celková tělesná délka činí 35 až 55 mm a hmotnost dospělců se pohybuje mezi 4 až 10 g. Hlava je klenutá, s ochlupeným výběžkem na špičce čenichu, jenž nahrazuje pravý „nosní list“, pozorovaný například u listonosovitých. Ušní boltce mají tvar širokého trychtýře, ušní víčko neboli tragus je krátké a trojúhelníkovité. Dospělí samci mají pod kůží na čele neobvyklý útvar tvořený žlázovými smyslovými buňkami, nazývaný „natalidní orgán“ („natalid organ“). Celkový zubní vzorec činí 2.1.3.33.1.3.3 = 38 zubů.
Stavbou těla jde o štíhlé netopýry s nezvykle dlouhým ocasem, který je zcela obalen uropatagiem. Výjimečně dlouhé jsou rovněž končetiny, které mohou být delší než hlava a tělo dohromady. Palec je krátký a téměř úplně obalený patagiální membránou. Křídla jsou dlouhá a úzká, umožňují nepravidelný třepotavý let, jenž je přirovnáván k letu motýlímu. Zbarvení dlouhé a měkké srsti se pohybuje mezi žlutými a červenohnědými odstíny.

## Ekologie

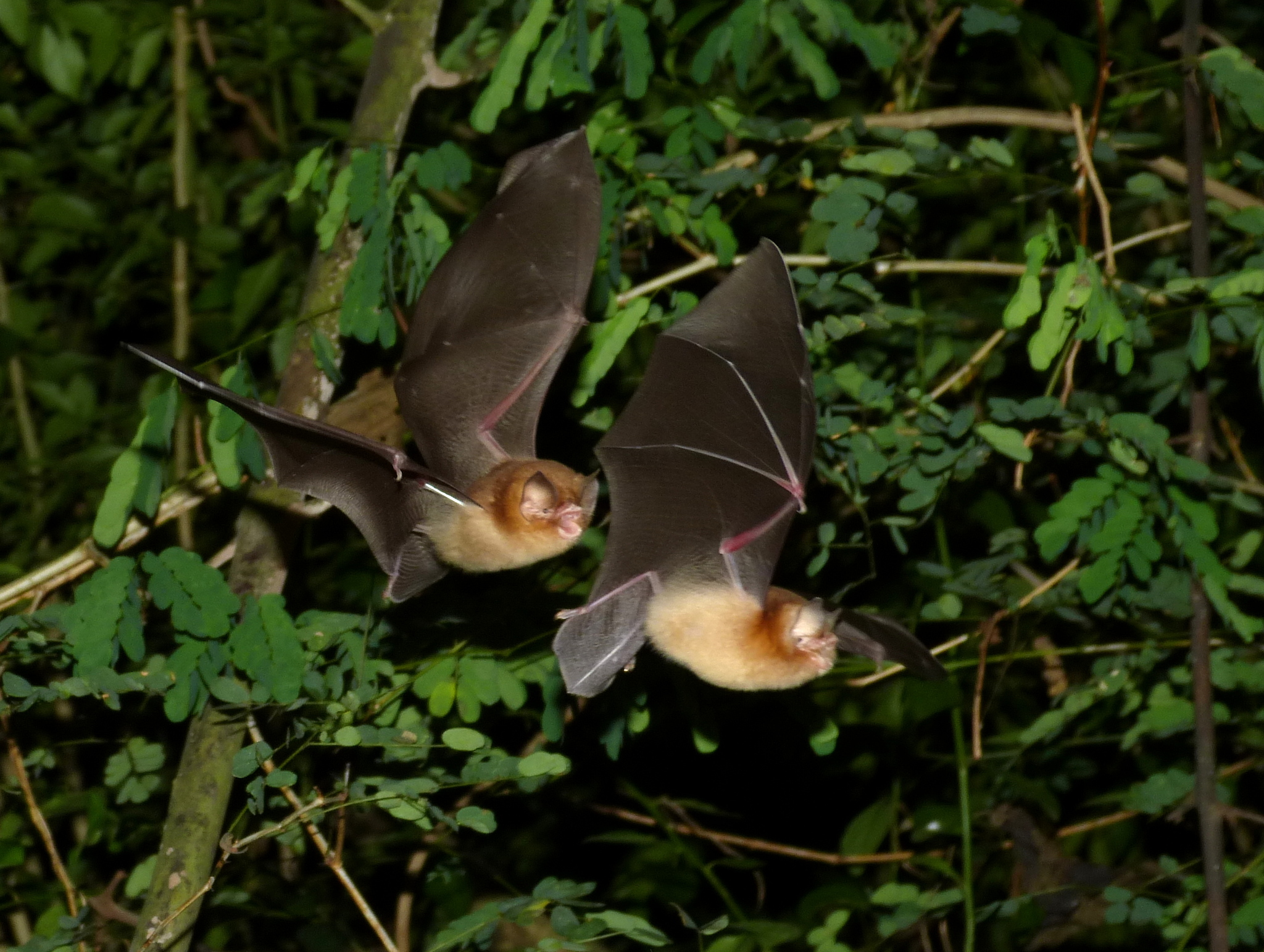
Dvojice netopýrů druhu Natalus mexicanus

Jde o čistě americkou čeleď netopýrů, jejíž areál výskytu sahá od Kalifornského poloostrova přes Střední Ameriku a ostrovy Západní Indie na jih až do Kolumbie, Venezuely a Brazílie. Natalovití se soustředí do tropických a semitropických nížinatých oblastí, přičemž hřadující skupiny obvykle vyhledávají teplé, vlhké a hluboké jeskyně či doly. Na konci období sucha, na který připadají porody mláďat, samice vyštěpují samostatné mateřské kolonie.
Hlavní složku jídelníčku natalovitých představuje létající hmyz. Svá hřadoviště tito netopýři opouštějí asi půl hodiny po západu slunce a následně se rozptylují do lesa, kde pátrají po potravě. Frekvence echolokačního volání činí asi 85 kHz, což netopýrům poskytuje velmi podrobné povědomí o okolních překážkách. Jde navíc o velice obratné letce, díky čemuž mohou snadno manévrovat v bujné vegetaci a zároveň je lze jen s obtížemi polapit prostřednictvím nárazových sítí.
Druh Natalus jamaicensis je v důsledku malého areálu výskytu (pouze jedna jeskyně na Jamajce) a velmi malé populaci, jež je navíc vystavena ohrožujícím vlivům, veden jako kriticky ohrožený.